# Vallehermoso
Vallehermoso é um município da Espanha na província de Santa Cruz de Tenerife, comunidade autónoma das Canárias. Tem 109,3 km² de área e em 2021 tinha 2 917 habitantes (densidade: 26,7 hab./km²).

## Demografia
| Variação demográfica do município entre 1991 e 2004 | Variação demográfica do município entre 1991 e 2004 | Variação demográfica do município entre 1991 e 2004 | Variação demográfica do município entre 1991 e 2004 |
| --------------------------------------------------- | --------------------------------------------------- | --------------------------------------------------- | --------------------------------------------------- |
| 1991                                                | 1996                                                | 2001                                                | 2004                                                |
| 2876                                                | 2716                                                | 2798                                                | 3200                                                |